# La Chapelle-devant-Bruyères
La Chapelle-devant-Bruyères település Franciaországban, Vosges megyében. Lakosainak száma 549 fő (2022. január 1.). La Chapelle-devant-Bruyères La Houssière, Laveline-devant-Bruyères, Les Poulières, Vienville, Arrentès-de-Corcieux, Barbey-Seroux, Belmont-sur-Buttant, Biffontaine, Bruyères, Corcieux és Granges-Aumontzey községekkel határos.

## Népesség
A település népességének változása:
| Lakosok száma | 627  | 592  | 599  | 576  | 569  | 562  | 555  | 549  | 549  |
|               | 2013 | 2015 | 2016 | 2017 | 2018 | 2019 | 2020 | 2021 | 2022 |